# Hockey Club Sparta Praha
L'HC Sparta Praga (Ceco: HC Sparta Praha) è una squadra di hockey su ghiaccio della Repubblica Ceca, basata a Praga, nel quartiere di Holešovice, attualmente militante nell'Extraliga (massimo campionato di hockey della Repubblica Ceca). È una delle squadre di hockey più famose e di successo della storia dell'hockey cecoslovacco e ceco.

## Storia
Il club nasce nel 1903 come divisione hockey dell'AC Sparta Praga (club a sua volta fondato nel 1893) ma viene fondato ufficialmente nel 1909.
I colori sociali sono il blu, il giallo ed il rosso. Dalla stagione 2001-02 le maglie della squadra sono state cambiate in bianco e nero (seconda maglia: grigio). A partire alla stagione 2005-06 la maglia ha i colori rosso scuro e bianco.
Attualmente l'HC Sparta Praga compete ai massimi livelli nella Extraliga ceca (massima divisione nazionale) e regolarmente accede alla fase finale del torneo (playoff). Gioca nella O₂ Arena con una capacità di 17.360 spettatori.

## Palmarès
Extraliga cecoslovacca
- 4 titoli:

1953, 1954, 1990 e 1993
Extraliga ceca
- 4 titoli:

2000, 2002, 2006 e 2007
Coppa Spengler
- 2 titoli:

1962 e 1963

## Denominazioni
Nomi precedenti:
- 1948 - Sokol Sparta
- 1949 - Sokol Bratrství Sparta
- 1951 - Sokol Sparta Sokolovo
- 1953 - Spartak Praha Sokolovo
- 1965 - Sparta ČKD Praha
- 1990 - HC Sparta Praha

## Capitani (dal 2004)
Quello che segue è l'elenco dei capitani e dei capitani alternativi dello Sparta Praga a partire dalla stagione 2004-2005.
| Anni      | Capitano         | Capitano/i alternativo/i                                  |
| --------- | ---------------- | --------------------------------------------------------- |
| 2004-2006 | Martin Chabada   | non disponibile                                           |
| 2006-2008 | Frantisek Ptacek | non disponibile                                           |
| 2008-2011 | David Výborný    | non disponibile                                           |
| 2011-2013 | Michal Bros      | Petr Tenkrát, Petr Ton                                    |
| 2013-2015 | Tomáš Rolinek    | Karel Pilar, Jaroslav Hlinka                              |
| 2015-2016 | Jaroslav Hlinka  | Tomas Netik, Michal Barinka                               |
| 2016-2017 | Jaroslav Hlinka  | Petr Vrána, Michal Barinka, Miroslav Forman, Petr Kumstát |
| 2017-2018 | Jaroslav Hlinka  | Miroslav Forman, Petr Vrána                               |

## Ex giocatori famosi
- Petr Bříza
- Karel Gut (1927–2014)[2]
- Jan Havel[3]
- Jiří Holeček
- Jiří Hrdina
- František Kučera
- Robert Lang
- Patrik Martinec
- Petr Nedvěd
- David Výborný
- Vladimír Zábrodský[4]